# Гавриловка (Сосновське сільське поселення)
Гаври́ловка (рос. Гавриловка) — селище у складі Новокузнецького району Кемеровської області, Росія. Входить до складу Сосновського сільського поселення.
Стара назва — Гавриловський.

## Населення
Населення — 135 осіб (2010; 125 у 2002).
Національний склад (станом на 2002 рік):
- росіяни — 91 %